# Dartchandé
Dartchandé (auch: Darkiendé, Darkindé, Dartchendé, Dertchindé) ist ein Dorf in der Landgemeinde Dargol in Niger.

## Geographie
Das von einem traditionellen Ortsvorsteher (chef traditionnel) geleitete Dorf befindet sich etwa 19 Kilometer südöstlich des Dorfs Dargol, dem Hauptort der gleichnamigen Landgemeinde, die zum Departement Gothèye in der Region Tillabéri gehört. Größere Dörfer in der Umgebung von Dartchandé sind das rund sieben Kilometer entfernte Koulikoira im Osten, das rund neun Kilometer entfernte Guériel im Südwesten und das rund fünf Kilometer entfernte Bangou Tara im Westen.
Dartchandé liegt am Fluss Dargol. Die Siedlung wird zur Übergangszone zwischen Sahel und Sudan gerechnet.

## Geschichte
Der staatliche Stromversorger NIGELEC elektrifizierte das Dorf im Jahr 2018.

## Bevölkerung
Bei der Volkszählung 2012 hatte Dartchandé 2643 Einwohner, die in 310 Haushalten lebten. Bei der Volkszählung 2001 betrug die Einwohnerzahl 2095 in 257 Haushalten und bei der Volkszählung 1988 belief sich die Einwohnerzahl auf 2054 in 268 Haushalten.

## Kultur
In Dartchandé leben verhältnismäßig viele Djesseré, eine besondere Art von Erzählern, die historische Überlieferungen in langen Vorträgen weitergeben. Dabei handelt es sich sowohl um Timeï, Djesseré in der Songhai-Zarma-Tradition, als auch um Mâbo, Djesseré in der Fulbe-Tradition. Das Dorf ist auch ein Zentrum für die langjährige Ausbildung der Erzähler.

## Wirtschaft und Infrastruktur
Durch Dartchandé verläuft die Nationalstraße 4. Es gibt eine Grundschule im Dorf.